# Antíoc (monjo)
Antíoc  (Antiochus, Ἀντίοχος) fou un monjo del monestir de Sant Saba, prop de Jerusalem. Vivia vers el 614 quan la ciutat fou ocupada pels perses. Va escriure l'obra πανδέκτης τῆς ἁγίας γραφῆς (literalement: «Compendi dels escrits sants»), un epítom de la fe cristiana en cent trenta capítols.

## Edicions
- πανδέκτης τῆς ἁγίας γραφῆς.  París: Fronto Ducaeus, 1624.[2]